# Prawa człowieka w Korei Północnej

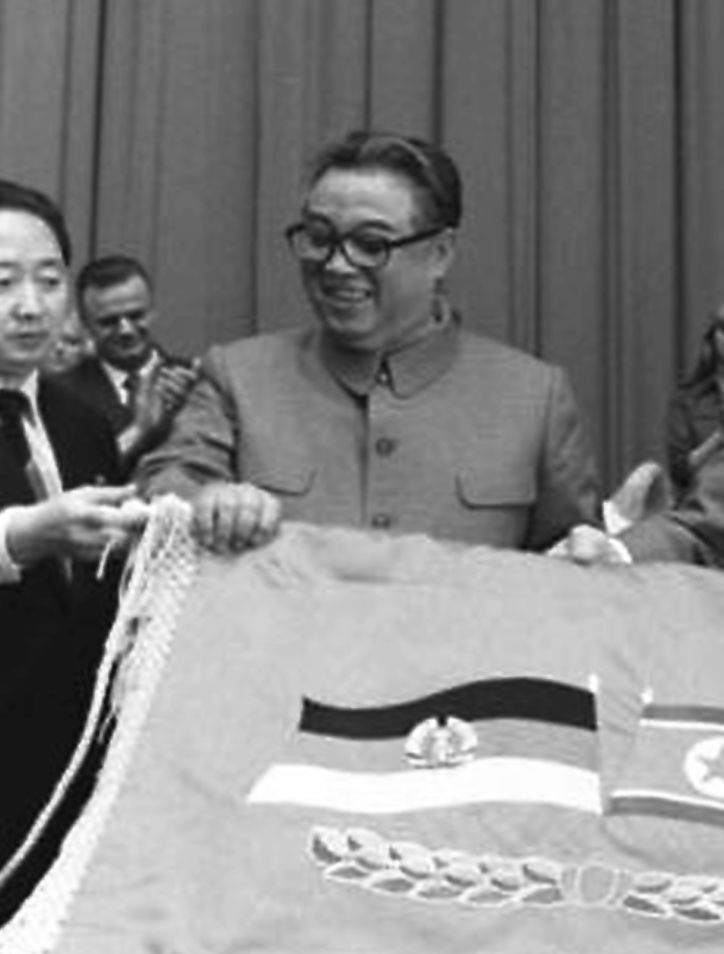
Kim Ir Sen – pierwszy przywódca Korei Północnej, twórca ideologii dżucze

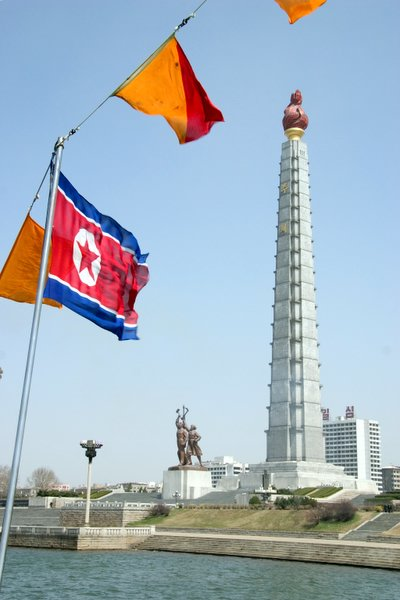
Wieża Idei Dżucze – znajdujący się w Pjongjangu pomnik upamiętniający 70. rocznicę urodzin Kim Ir Sena

Prawa człowieka w Korei Północnej opierają się na konstytucji (obecną wersję przyjęto w 2016 roku). Według organizacji zajmujących się prawami człowieka (m.in.  Amnesty International, Freedom House, Human Rights Watch), Korea Północna stale łamie prawa człowieka. Według Organizacji Narodów Zjednoczonych, Korea Północna łamie prawa człowieka na masową skalę w sposób systematyczny i zorganizowany. Koreę Północną oskarża się m.in. o ograniczanie dostępu do pożywienia, przetrzymywanie obywateli w obozach koncentracyjnych, stosowanie tortur, masową dyskryminację całych grup ludności i nieuzasadnione aresztowania.
Niezwykle trudno jest precyzyjnie ustalić, w jakim stopniu przestrzegane są prawa człowieka w Korei Północnej. Związane jest to z panującą w kraju atmosferą powszechnej nieufności oraz zamkniętym charakterem państwa. Rząd Korei Północnej stwarza duże utrudnienia przed obcokrajowcami starającymi się o pozwolenie na wjazd na terytorium państwa oraz monitoruje wszelką aktywność tych, którym zostaje udzielona taka zgoda. Pracownicy organizacji pomocy humanitarnej również są obiektem stałej inwigilacji i nie mają dostępu do miejsc i regionów, w których rząd nie życzy sobie ich obecności. Obywatele Korei Północnej nie mogą swobodnie opuszczać swojego kraju, dlatego też dokumentacja stanu praw człowieka jest gromadzona głównie na podstawie relacji zebranych od uchodźców i uciekinierów. Oficjalne stanowisko rządu wyrażone za pośrednictwem Koreańskiej Centralnej Agencji Prasowej informuje, że problem nieprzestrzegania praw człowieka w Korei Północnej nie istnieje, ponieważ panujący tam ustrój socjalistyczny został wybrany przez samych ludzi, którym wiernie służy.
Pomimo trudności z zarysowaniem przejrzystego, całościowego obrazu sytuacji wewnętrznej kraju, bezsporny pozostaje fakt, że rząd kontroluje praktycznie każdą działalność, która ma miejsce na terytorium Korei Północnej. Obywatele nie mogą w sposób wolny wyrażać swoich opinii, a ci, którzy krytykują reżim, narażeni są na surowe represje. Wszystkie działające media znajdują się pod ścisłą kontrolą rządu i spełniają przede wszystkim funkcję tuby propagandowej administracji Kim Dzong Una.

## Kontekst prawno-polityczny
Koreańska Republika Ludowo-Demokratyczna jest republiką socjalistyczną z jednoizbowym parlamentem, Najwyższym Zgromadzeniem Ludowym. System prawny opiera się na doktrynie politycznej dżucze. Ideologię przedstawił Kim Ir Sen w 1955 roku. Dżucze powstało na bazie ideologii marksistowsko-leninowskiej. W języku koreańskim dżucze tłumaczy się dosłownie jako „gospodarz ciała” („dżu” – gospodarz, „cze” – ciało). W użytku jest inne tłumaczenie: „samodzielność”. W ideologii dżucze społeczeństwo to zbiorowość ludzka, gdzie dopiero po człowieku są dobra kulturalne i materialne. Kim Ir Sen akceptował rozwój jednostki, lecz sam sprowadzał to do quasi-niewolnictwa. Dżucze wychwala rozum, talent, umiejętności, wiedzę, wybitność pod warunkiem, że służą one do celów wyższych. W Korei Północnej celem wyższym był i jest zwycięski marsz rewolucji personifikowany przez Wielkiego Wodza. W uchwalonej w 1972 roku konstytucji znajdują się odwołania do dżucze. Konstytucję kilkakrotnie nowelizowano (w latach 1992, 1998, 2009, 2012, 2013, 2016). Dżucze stało się jedynym obowiązującym systemem ideologicznym Partii Pracy Korei w 1980 roku podczas VI Zjazdu PPK i obowiązuje do dzisiaj.
Konstytucja Korei Północnej zapewnia sądom niezawisłość, o ile proces sądowy przebiega zgodnie z prawem (łącznie z zabezpieczeniem prawa do obrony). W praktyce prawo do obrony jest stosowane, ale partia stosuje nadzór nad przebiegiem procesu sądowego. Sądy, na wniosek Ministerstwa Bezpieczeństwa Publicznego (MBP), zwalnia się z procesów politycznych, które przeprowadza MBP. Sądy są tymczasowe, a ich pracowników wyznacza rząd. Obrońcy nie reprezentują oskarżonych tylko pomagają sądowi udowodnić winę.
Pomimo istnienia praw wyborczych opozycyjni kandydaci nie mogą działać w Korei Północnej. Prawo wyborcze zezwala na rekomendację kandydata przez partię opozycyjną – w rzeczywistości na listach znajdują się tylko pojedyncze osoby. Obowiązujący system uniemożliwia oddanie głosu na kandydata opozycyjnego.
Korea Północna podpisała Konwencję o prawach dziecka (w 1990 roku) oraz Międzynarodowy Pakt Praw Obywatelskich i Politycznych (w 1981 roku).

## Kontekst historyczny
Korea Północna ogłosiła niepodległość 25 sierpnia 1948 roku. Od chwili uzyskania niepodległości była komunistycznym państwem należącym do bloku wschodniego. Korea Południowa stała się państwem wojskowym, współpracującym z Stanami Zjednoczonymi. Władzę w Korei Północnej sprawowała komunistyczna Partia Pracy Korei, na której czele stanął Kim Ir Sen. Zaraz po ogłoszeniu niepodległości Korea Północna rozpoczęła odbudowę gospodarki według gospodarki planowej. W latach 1950–1953 Korea Północna prowadziła otwartą wojnę z Południem. Aż do wybuchu wojny możliwa była ucieczka ludności cywilnej do Korei Południowej. 27 lipca 1953 roku obie strony zawarły rozejm, nadal pozostając de facto w stanie wojny. Podczas wojny zginęło co najmniej 1,3 mln osób. W 1955 roku Kim Ir Sen ogłosił ideologię dżucze.
Pełna izolacja Korei Północnej pozwoliła Kim Ir Senowi stworzyć nowe społeczeństwo. Dzięki zastosowaniu terroru i militaryzacji społeczeństwa wprowadzono ścisłą kontrolę mieszkańców Korei Północnej. Sposób postępowania obywateli określono w ściśle drobiazgowych przepisach, a wszystkie działania (łącznie z życiem rodzinnym) podlegały partyjnej kontroli. W 1966 lub 1967 roku wprowadzono podział społeczeństwa na klasy oraz (w maju) wprowadzono partyjny system jedności, który jednak przyjęto z oporem. Kontrola partyjna, mająca na celu wykluczenie członków Centralnego Komitetu, którzy sprzeciwili się ubóstwieniu Kim Ir Sena, rozpoczęła się jesienią 1967 roku. W 1970 roku do statutu Partii Pracy Korei wpisano punkt o samowystarczalności Korei Północnej. Wkrótce potem wokół Kim Ir Sena wprowadzono kult jednostki – do 1975 roku wzniesiono 35 tys. pomników przywódcy. Z czasem kultem objęto całą rodzinę Kimów, a proces nasilił się po wyborze następcy Kim Ir Sena – Kim Dzong Ila. Początek obowiązującego do dzisiaj totalitarnego systemu datuje się na 1967 rok.
Izolacja od świata oraz koszty zbrojeń doprowadziły do problemów gospodarczych. W latach 80. w celu odwrócenia uwagi od problemów gospodarczych Korea Północna i chcąc skompromitować Koreę Południową, Północ organizowała kampanię przeciwko organizacji letnich Igrzysk Olimpijskich w Seulu w 1988 roku oraz podłożyła bombę na pokład samolotu Korean Air Line. W latach 1995–1999 w Korei Północnej trwała klęska głodu, podczas której zginęło (według różnych szacunków) od 1 do 2,5 mln Koreańczyków. Pomimo przyjęcia pomocy zagranicznej północnokoreańska propaganda zaprzeczała istnieniu niedoborów żywności. Terror, donosicielstwo oraz kult dwóch Kimów uniemożliwiał zorganizowanie protestów. Po śmierci Kim Ir Sena w 1994 roku władzę w kraju objął jego syn Kim Dzong Il. Po śmierci Kim Dzong Ila 19 grudnia 2011 roku władzę w Korei Północnej objął jego syn – Kim Dzong Un.
We wrześniu 2014 roku rząd północnokoreański przyznał, że w Korei Północnej istnieją obozy pracy, w których „ludzie pracują nad swoją mentalnością”.

## Państwowy wymiar sprawiedliwości

### Kara śmierci
całkowicie wycofana
     zachowana na specjalne okoliczności (np. stan wojny)
     niewykonywana w praktyce (zawieszona)
     wykonywana forma kary

Kara śmierci na świecie.
całkowicie wycofana
zachowana na specjalne okoliczności (np. stan wojny)
niewykonywana w praktyce (zawieszona)
wykonywana forma kary

W Korei Północnej stosuje się karę śmierci jako narzędzie tłumienia protestów. Liczba przeprowadzonych egzekucji jest utajniona. Egzekucje polityczne przeprowadza się często po pokazowym procesie lub też bez procesu. Według Amnesty International egzekucje osób skazanych za przestępstwa polityczne wykonuje się w tajemnicy. Więźniów zabija się m.in. poprzez: rozstrzelanie, powieszenie, zakopanie żywcem. Do 1999 roku północnokoreański kodeks karny wymieniał 48 przestępstw zagrożonych karą śmierci. Wielu uchodźców relacjonowało, że albo sami uczestniczyli w publicznych egzekucjach, albo przynajmniej o nich słyszeli. Zgodnie z relacjami do końca lat 90. XX wieku zgromadzony tłum był zachęcany do poniżania skazanego, obrzucania go kamieniami lub przeprowadzenia samosądu. Według zeznań świadków wiele egzekucji odbywało się na miejscach publicznych, przy obecności dzieci. Publiczne egzekucje przeprowadza się we wszystkich większych miastach, więzieniach i obozach koncentracyjnych i służą do zastraszenia obywateli Korei Północnej poprzez pokazanie, jaka kara czeka na zdrajców narodu (według innego źródła od 1984 roku nie wykonuje się publicznych egzekucji w obozach koncentracyjnych, gdyż te spowszechniały na tyle, że więźniowie zamiast przerażenia wyrażali swój sprzeciw wobec takich praktyk). Egzekucje w obozach koncentracyjnych przeprowadzano poprzez ukamieniowanie, bicie łopatą lub młotkiem, rozsztrzelanie, rozszarpywanie przez psy.
Znawca systemu prawnego Korei Północnej Kang Koo Chin podał, że podczas brutalnych represji w latach 1958–1960 skazano na śmierć ok. 9 tys. osób. W opublikowanym przez Amnesty International raporcie ze stycznia 1997 roku w latach 1972–1990 przeprowadzono co najmniej 23 egzekucje. Liczba egzekucji wzrosła w wyniku rozkazu Kim Dzong Ila, który nakazał stosowanie tej kary za naruszenie norm społecznych, które pojawiły się podczas klęski głodu. Według Hwang Jang Yŏpa, jednego z najbliższych współpracowników Kim Ir Sena, który w 1997 roku uciekł do Korei Południowej, w 1995 roku na oczach 300 tys. ludzi stracono reżyserów i siedmiu aktorów za stworzenie niemoralnego filmu.
Karę śmierci wykonuje się m.in. za zabójstwo z premedytacją, zdradę państwa, bunt, akt terrorystyczny, próbę ucieczki z Korei Północnej, kradzież mienia państwowego, gromadzenie zapasów żywności, posiadanie Biblii. Podczas wielkiego głodu w latach 90. wprowadzono karę śmierci za kradzież żywności. Ponadto w obozach strażnicy mogą zabić więźniów, którzy próbowali uciec, posiadali sól lub kawałek metalu (za pomocą którego można rozniecić ogień) lub też giną jako cele, do których strzelają strażnicy w ramach ćwiczeń.

### Przesłuchania
Według prawa północnokoreańskiego więźniowie mogą być przesłuchiwani nie dłużej niż dwa miesiące. Okres ten można dowolnie wydłużyć do czasu, jakiego domaga się Wydział Śledczy za pozwoleniem Prokuratora Generalnego. Zatrzymania na ponad rok bez procesu sądowego i wyroku nie należą do rzadkości. Zatrzymanym nie przysługuje doradztwo prawne. Podczas przesłuchiwań oficerowie torturują zatrzymanych. Były więzień obozu dla więźniów politycznych Lee Baek-lyong był codziennie kopany przez oficerów i bity karabinami, prętami lub drewnianymi pałkami, miał skute nogi oraz spał sześć godzin dziennie (z czego często w nocy budzono go poprzez bicie i polewanie ciała wodą). Ponadto Lee torturowano wodą – oficerowie wlewali mu wodę do ust, po czym naciskali mu brzuch, by zwrócił płyn. Jako zatrzymany otrzymywał posiłek w postaci 33 gramów ryżu i zupy z kapusty. Lee Baek-lyonga torturowano od grudnia 1994 roku do maja 1995.

### System więziennictwa
Według Amnesty International obozy w Korei Północnej powstały w latach 50. W 1991 roku odnotowano 12 obozów koncentracyjnych, w których osadzono od 100 do 150 tys. osób. Organizacje międzynarodowe podają, że w 2011 roku istniało 480 więzień i aresztów. W 2011 roku na podstawie zeznań 13 tys. uciekinierów North Korean Human Rights Archives (NKHRA) uznała, że w Korei Północnej działa 210 ośrodków zatrzymań i 210 obozów pracy, 27 obozów, w których więźniowie pracują na roli i przy produkcji różnych urządzeń, 23 więzienia, 6 więzień politycznych i 5 obozów do indoktrynacji. Według NKHRA liczba więzień wzrosła w latach 90. podczas klęski głodu.
Stworzony przez Kim Ir Sena system więzień i obozów dzieli się na sześć kategorii:
- klasyczne więzienia, do których trafiają osoby skazane na wiele lat pozbawienia wolności;
- więzienia o zmniejszonym rygorze, w którym umieszcza się osoby oczekujące na wyrok za niewielkie przestępstwa;
- społeczne więzienia, dla osób bez wyroku sądu oraz bez zarzutów; takie zakłady karne znajdują się w każdym mieście powyżej 5 tys. mieszkańców i trafiają do nich osoby „niepewne” politycznie;
- obozy pracy przymusowej, do której trafiają zwykli przestępcy oraz osoby represjonowane z powodów politycznych – pobyt w takim miejscu trwa maksymalnie rok[41];
- obozy zsyłki, przeznaczone dla duchownych, kupców lub członków rodzin zbiegłych z Korei Północnej;
- polityczne obozy koncentracyjne, w których znajdują się najwięksi wrogowie systemu.

W 2001 roku Hagiwara Ryo ujawnił, że w październiku 1947 roku w Korei Północnej istniało 17 obozów pracy. Pierwsze obozy różniły się od tych, do których trafiają współcześni więźniowie polityczni. Okres pobytu oraz miejsce zesłania określał wyrok sądu. Przełożeni pozwalali więźniom wychodzić na przepustkę, przyjmować wizyty rodzinne oraz oglądać filmy. Za pracę więźniowie otrzymywali zapłatę. Sześć obozów wyznaczono na osiedla dla przymusowych robotników – głównym rodzajem pracy przymusowej było wydobycie węgla. W latach 1967–1968 do obozów trafiło wielu intelektualistów, którzy wrócili z Japonii do Korei Północnej.
O istnieniu obozów świat dowiedział się w 1979 roku za sprawą wenezuelskiego poety Ali Lamedy, który za wyrażenie wątpliwosci co do skuteczności północnokoreańskiej został przebywał w latach 1967–1974 w jednoosobowej celi w obozie internowania Sariwŏn. Według Lamedy w obozie przebywało od sześciu do ośmiu tysięcy skazanych, których wykorzystywano do bezpłatnej, dwunastogodzinnej pracy, głównie przy produkcji ciężarówek. Na podstawie informacji od współwięźniów poeta wywnioskował, że w Korei Północnej musiało być ok. 20 obozów, w których przebywało ok. 150 tys. osób. Lameda wielokrotnie słyszał wycie torturowanych więźniów. Sam Lameda był traktowany dość łagodnie jak na więźnia obozu północnokoreańskiego, jednak wyszedł z więzienia wychudzony i ranny.

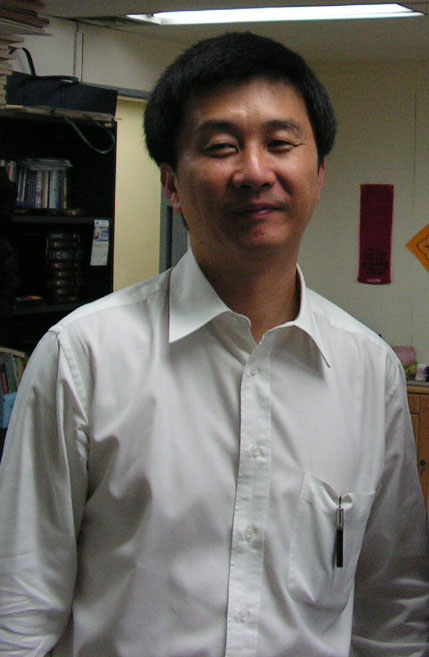
Kang Chol-hwan (2008) – więzień obozu Yodŏk, po ucieczce z Korei Północnej został działaczem na rzecz praw człowieka

Według Kang Chol-hwana każdy obóz dzielił się na dwie części: na „strefę totalnej kontroli”, z której nie wychodziło się żywym oraz „strefę rewolucyjną”, w której więźniowie przechodzili reedukację. Osoby, które trafiły do „strefy rewolucyjnej” mogły w każdej chwili trafić do drugiej części obozu.
Powszechnie uważa się, że w Korei Północnej samo podejrzenie o działalność dysydencką w większości przypadków prowadzi do aresztowania, tortur i osadzenia w więzieniu. Administracja Kim Dzong Una utrzymuje, że nic takiego nie ma miejsca. W odpowiedzi na te zapewnienia wielu uchodźców złożyło relacje, w których opisują warunki życia panujące w Korei Północnej. Rząd jest oskarżany o utrzymywanie obozów dla więźniów politycznych, w których przebywać może ok. 200-300 tys. osadzonych, włączając w to dzieci, których jedynym przewinieniem jest posiadanie „wroga klasowego” wśród krewnych. Do obozu można trafić m.in. za: obrażenie pod podważenie autorytetu przywódców, próbę ucieczki z kraju, deportację do Korei Północnej, słuchanie południowokoreańskiego radia lub kradzież państwowego mienia. Obcokrajowcy mogą podczas pobytu w więzieniu być torturowani (w 2009 roku przez 43 dni był torturowany amerykański misjonarz ewangelikalny Robert Park).
Osadzeni w obozach koncentracyjnych są stale narażeni na ekstremalne formy przemocy fizycznej, w wielu wypadkach kończącej się śmiercią, zmusza się ich do ciężkiej, wielogodzinnej pracy niewolniczej (często bezcelowej), za karę odmawia im się posiłków, poddaje torturom oraz nieludzkiemu i upokarzającemu traktowaniu. Były strażnik obozowy Ahn Myong-chol wyznał, że był zachęcany do trenowania taekwondo na więźniach, według innych relacji strażnicy traktują więźniów jako żywe cele do ćwiczeń w strzelaniu. Więźniowie pracują po kilkanaście godzin dziennie. Wielu osadzonych skazano w ramach odpowiedzialności zbiorowej. System ten wprowadzono w 1958 roku. Wielu więźniów nie wie, z jakiego powodu trafili do obozów. Niedożywieni więźniowie, pomimo ryzyka kary, jedzą szczury, żaby, dżdżownicę. Głód wykorzystuje się do łamania oporu więźniów. Żywność jest specjalnie psuta. W wyniku niedostatecznych racji żywnościowych i złej jakości jedzenia wielu więźniów choruje na biegunkę, zapalenie płuc, choroby skórne, szkorbut, zapalenie wątroby. W przypadku przyłapania karze się daną osobę pobytem w tzw. „komórce tortur” (będącą pomieszczeniem dla niesubordynowanych więźniów, w którym nie można stać ani leżeć) lub innymi torturami. Obozy nie zapewniają odpowiednich warunków sanitarnych – w Yodok więźniowie swoje odchody zawijali w liście i zakopywali w ziemi. Kobiety w obozach zmusza się do przeprowadzania aborcji lub odbiera im się noworodki. Obozy są zazwyczaj umieszczane wysoko w górach. Najgorsze przypadki łamania praw człowieka odnotowuje się w obozach dla więźniów politycznych.

### Obozy
W Korei Północnej istnieje sieć zróżnicowanych obozów. Obok siebie istnieją obozy pracy, do których kierowani są obywatele skazani za drobne przestępstwa, jak i obozy koncentracyjne o zaostrzonym rygorze. Obozy funkcjonują na podstawie artykułu 27 Kodeksu karnego Korei Północnej. Uwięzienie jest usprawiedliwiane ideologią – skazani trafiają do obozu w imieniu całego narodu lub klasy robotniczej walczącej o socjalizm. Pracę przymusową traktuje się jako karę i środek resocjalizacji, podczas którego więzień musi zrealizować normę.
Najcięższymi obozach w Korei Północnej są kwanliso, do których trafiają wyłącznie więźniowie polityczni. Liczbę więźniów obozów kwanliso w 2011 roku oszacowano na 154 tysięcy. Według szacunków w 2023 roku mogło istnieć sześć tego typu obozów.
Pierwsze obozy powstały po 1947 roku i pierwotnie przypominały klasyczne więzienia d. Ich rola zmieniła się po wojnie koreańskiej. Po 1953 roku obok pospolitych przestępców do obozów zaczęli trafiać więźniowie polityczni. Według relacji zbiegłego współpracownika Kim Ir Sena Hwang Jang Yŏpa obozy koncentracyjne powstały po 1956 roku. Skazanym więźniom politycznym nie przysługuje proces sądowy, po aresztowaniu i przesłuchaniu bezpośrednio są transportowani do obozu. Liczba więźniów politycznych osadzonych w obozach różni się w zależności od źródeł. Liczba osadzonych waha się od 100 do 400 tysięcy. Według szacunków w latach 1953–1998 w obozach koncentracyjnych zginęło ok. 1,5 mln osób.
Ze względu na izolacjonistyczny charakter państwa trudne jest ustalenie warunków panujących w obozach. Informacje o sytuacji w obozach pochodzą wyłącznie z relacji zwolnionych i zbiegłych więźniów lub strażników, którzy zdecydowali się na dezercję. Według relacji więźniom nie przysługuje żadna forma kontaktu ze światem zewnętrznym. W obozach panuje terror i głód, więźniowie są zmuszani do pracy ponad siły. Niektórzy są również poddawani przemocy seksualnej. Kobiety poddaje się przymusowej aborcji albo dzieci zabija się tuż po urodzeniu. Według relacji strażników obozy są ogrodzone drutem kolczastym pod napięciem, a psy szkoli się do zabijania więźniów. Powszechne jest przeprowadzanie egzekucji na więźniach.
Zachowały się również relacje wskazujące, że władze obozowe testują na więźniach broń biologiczną i chemiczną. W filmie dokumentalnym Przepustka do piekła znalazły się doniesienia o tym, że w jednym z obozów koncentracyjnych na więźniach umieszczanych w komorach gazowych testowana jest broń chemiczna. W filmie pokazano zdobyte dokumenty wydrukowane na północnokoreańskim papierze (m.in. rozkaz wyjazdu z 2002 roku, eksperyment na trzydziestodziewięcioletnim obywatelu tego kraju). Relacje o wykorzystywaniu więźniów do eksperymentów pseudonaukowych znalazły się również w Czarnej księdze komunizmu.
W wydanej w 1997 roku książce pt. Czarna księga komunizmu Pierre Rigoulot zacytował rozmowę dwóch członków kadry obozu nr 13, którzy dyskutowali na temat przerabiania ciał zamordowanych więźniów na tłuszcz. Dowódca straży miał przyznać, że dym unoszący się z komina tunelu Trzeciego Biura powstał w wyniku kremacji kości. O tunelach służących do uśmiercania osadzonych mówił również Song Yun Bok z japońskiej organizacji pozarządowej No Fence.

## Wolność słowa

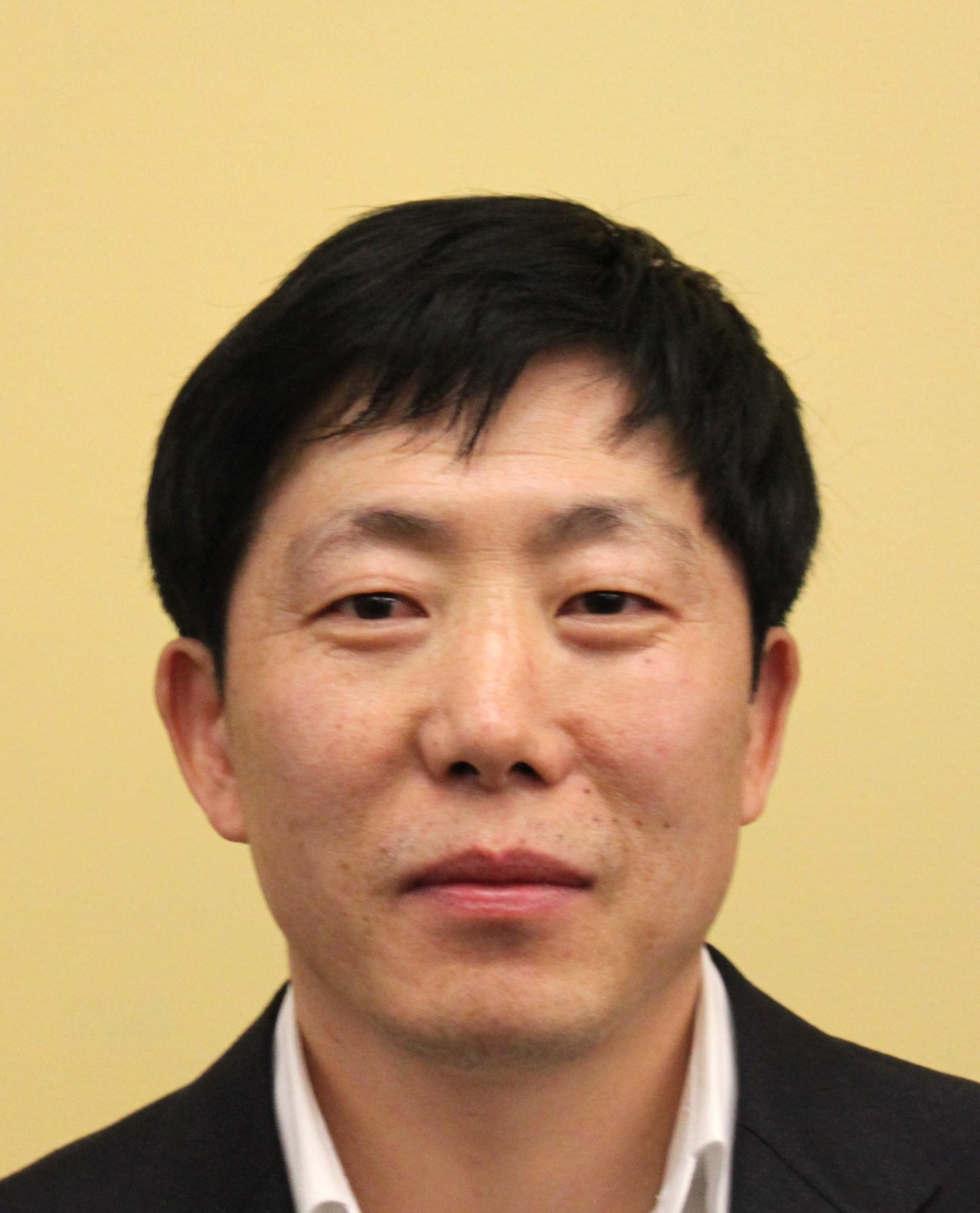
Park Sang-hak – lider organizacji Bojownicy o Wolną Koreę Północną, która zajmuje się wysyłaniem balonów z ulotkami potępiającymi reżim północnokoreański

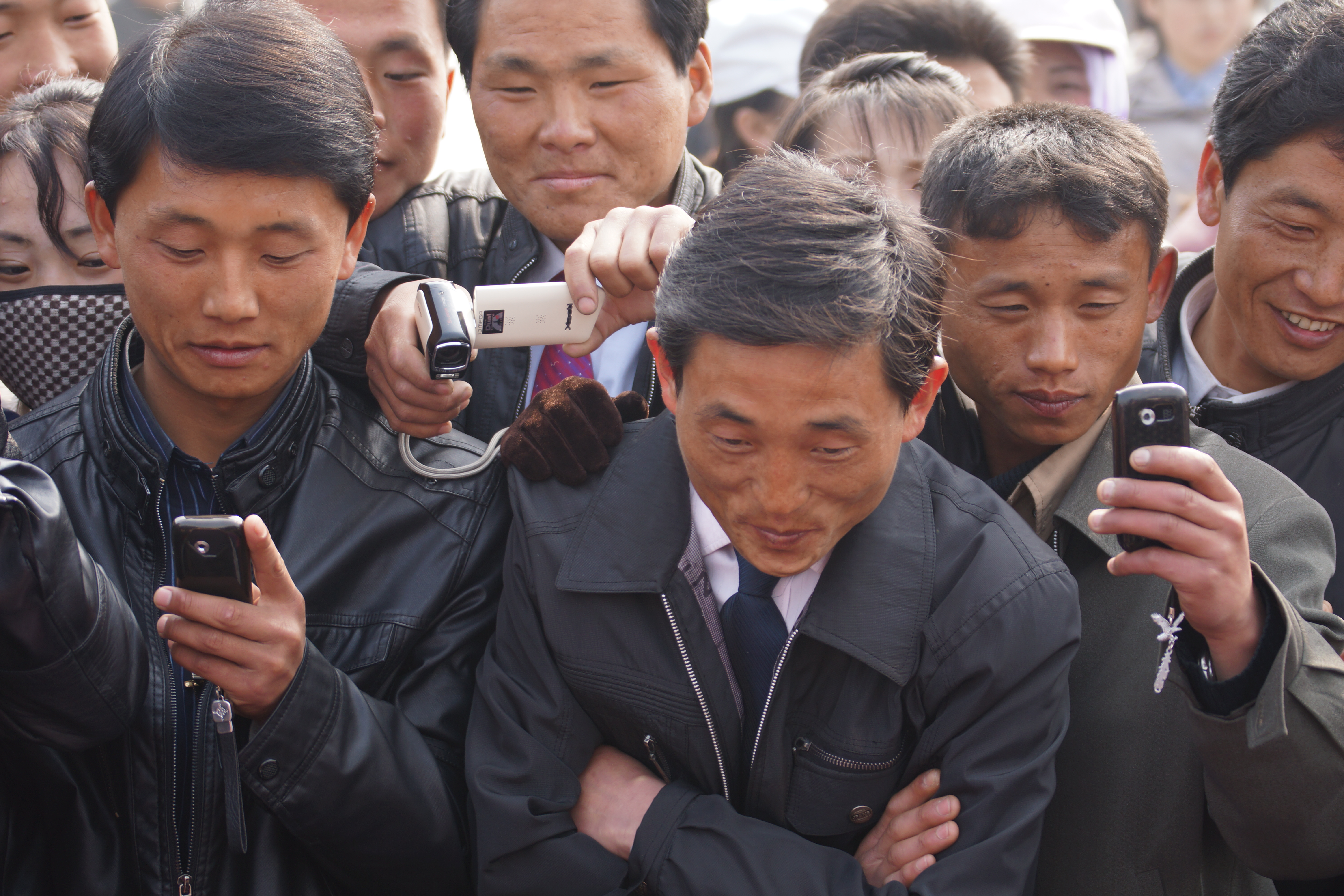
Mieszkańcy Korei Północnej z telefonami komórkowymi podczas setnych urodzin Kim Ir Sena – 2012

Art. 67 Konstytucji Koreańskiej Republiki Ludowo-Demokratycznej zapewnia obywatelom wolność słowa, prasy, zgromadzeń, demonstracji i stowarzyszeń. Pomimo tego w Korei Północnej istnieje bardzo surowa cenzura – według władz wolność myśli powoduje naruszenie porządku publicznego, co jest karane pobytem w obozie pracy na co najmniej 5 lat. W 1975 roku powołano Krajowy Komitet Cenzury, jednak cenzura sama w sobie istniała już wcześniej. W przeprowadzonym w 2017 roku rankingu wolności słowa przeprowadzonym przez organizację pozarządową Reporterzy bez Granic Korea Północna zajęła ostatnie, 180. miejsce. Od czasu klęski głodu w latach 90. obywatele Korei Północnej mieszkający w prowincjach północnych zaczęli odbierać chińskie programy telewizyjne oraz korzystać z przemyconych telefonów komórkowych, zaś niektórzy mieszkańcy strefy zdemilitaryzowanej odważyli się nielegalnie odbierać południowokoreańskie audycje telewizyjne. W przeprowadzonym w 2015 roku przez Komitet Ochrony Dziennikarzy rankingu dziesięciu państw z największą cenzurą Korea Północna zajęła drugie miejsce (za Erytreą). Spadek wynikł z otwarcia w 2015 roku oddziału amerykańskiej agencji Associated Press w Pjongjangu.
Jedynym źródłem wiadomości w Korei Północnej jest północnokoreańska agencja informacyjna Koreańska Centralna Agencja Prasowa. Treści nadawane przez radio, telewizję i prasę są pod ścisłą kontrolą rządu, są stronnicze i służą do szerzenia propagandy. Aby uniemożliwić przekazywanie informacji, władze Korei Północnej ograniczyły możliwość przemieszczania się obywateli pomiędzy poszczególnymi regionami. Nie istnieje również wolność do zrzeszania się.
Literatura zagraniczna jest zakazana. Pod koniec lat 60. władze Korei Północnej rozpoczęły akcję niszczenia zagranicznych książek. Publikacje zagraniczne są dostępne w bibliotekach, jednak aby uzyskać do nich dostęp obywatel Korei Północnej musi uzyskać specjalny certyfikat bezpieczeństwa.
Pracą radia i telewizji zajmuje się państwowa Komisja do Spraw Radia i Telewizji. Wyprodukowane w Korei Północnej radia i telewizory są nastawione wyłącznie do odbioru północnokoreańskich audycji. W celu uniemożliwienia zmiany programu odbiorniki są zaplombowane, a policja dokonuje kontroli odbiorników sprawdzając, czy nie zostały one zmodyfikowane w celu odbioru zagranicznych stacji. Co najmniej do 1960 roku Koreańczycy mieli prawo do zakupu radia z zagranicy, jednak byli oni zobowiązani do przekazania je policji, która przed oddaniem urządzenia musiała trwale unieszkodliwić jego mechanizm strojenia. Niektórzy mieszkańcy Korei Północnej kupują drugi, niezarejestrowany odbiornik radiowy w celu słuchania zagranicznych programów. Według relacji uchodźców pod koniec 2003 roku Partia Pracy Korei (PPK) nakazała sprawdzanie odbiorników przez regionalnych liderów PPK. Kontrolerzy otrzymali instrukcję pozwalające sprawdzić zabezpieczenia radia przed ich modyfikacją.
Dostęp do Internetu posiadają tylko północnokoreańskie elity państwowe i przedstawiciele najwyższego szczebla służb specjalnych. Dla pozostałych instytucji państwowych oraz mieszkańców Korei Północnej dostępna jest zamknięta sieć komputera Kwangmyong. Sieć ta jest odłączona od Internetu, zawiera wyłącznie materiały propagandowe.
Pomimo obowiązującego zakazu posiadania telefonów komórkowych, wielu mieszkańców Korei Północnej posiada te urządzenia (w 2020 roku prawie 4 mln użytkowników, tj. ok. 15% populacji, korzystało tam z telefonii komórkowej). Obywatele Korei Północnej nie mogą wykonywać połączeń międzynarodowych (przez co nie mogą kontaktować się z bliskimi, którzy uciekli). Telefony komórkowe oraz karty SIM sprowadza się nielegalnie z Chin. Przemycone urządzenia umożliwiają kontakt obywateli Korei Północnej z ludźmi spoza kraju za pomocą chińskich sieci komórkowych. Kontakt telefoniczny z osobami z Korei Południowej może zostać uznany za zdradę państwa. Osoby, które nie posiadają telefonu komórkowego korzystają z usług pośrednika, który posiada telefon. Władze Korei Północnej kontrolują rozmowy i karzą obywateli za próby kontaktu z bliskimi, którzy znajdują się zagranicą.
Dostęp do niezależnych źródeł zapewniają przemycane z Chin filmy, książki, prasa i radioodbiorniki. Innym źródłem informacji są balony z ulotkami potępiającymi reżim północnokoreański, zakazaną literaturą, płytami DVD, pamięci USB i radiami tranzystorowymi, które wysyła organizacja Bojownicy o Wolną Koreę Północną prowadzona przez Park Sang-haka. Przemyt nośników danych w 2000 roku zmusił władze Korei Północnej do przyznania, że poziom życia mieszkańców Korei Południowej jest wyższy niż obywateli Korei Północnej, tłumacząc, że przyczyną tego stanu rzeczy są wysokie nakłady na armię.

## Podział na klasy
W Korei Północnej obowiązuje podział ludności na trzy klasy, u podłoża których leży rodowód polityczny poszczególnych obywateli i ich rodzin: centralną, niepewną i wrogą. Pierwotnie społeczeństwo północnokoreańskie było podzielone na 51 kategorii, system ten uproszczono w latach 80. XX wieku. W 2013 roku do pierwszej klasy należało 28%, do drugiej 45%, a do trzeciej 27% mieszkańców. Przynależność do jednej z nich decyduje m.in. o przyznaniu racji żywnościowej lub charakterze i miejscu pracy. Małżeństwa pomiędzy osobami z różnych klas społecznych są zmuszane do rozwodów. Klasa wroga jest najbardziej zagrożona aresztowaniem i karą śmierci oraz nie ma przywilejów dostępnych dla więźniów należących do klasy zasadniczej lub niepewnej.
Rejestracja ludności z podziałem na klasy rozpoczęła się w 1966 roku (wcześniej, w latach 1958–1960 wprowadzono stosowne regulacje). Podczas realizacji nowego prawa, w latach 1973–1976 stosowano opresje, podobne do tych, które istniały podczas chińskiej rewolucji kulturalnej. Obowiązujące prawo nie cieszyło się popularnością wśród niektórych funkcjonariuszy, którzy na początku lat 70. sprzeciwiali się podziałom na klasy. Szczególne regulacje wobec Koreańczyków, którzy powrócili z zagranicy, wprowadzono w latach 80. (w 1980 dla osób, które przeniosły się z Korei Południowej, w 1981 roku dla pozostałych).

## Wolność religijna
68. artykuł konstytucji gwarantuje wolność religijną, lecz jednocześnie w tym samym artykule możemy przeczytać, że religia nie może stać się pretekstem do wprowadzenia obcych sił na teren kraju, a także do działań wymierzonych w państwo lub porządek społeczny. Według Pew Research Center w 2010 roku 71,3% mieszkańców Korei Północnej nie wyznawało żadnej religii, 12,3% wyznawało wierzenia ludowe, 2% należało do różnych kościołów chrześcijańskich, 1,5% wyznawało buddyzm, a 12,9% inne religie. Według organizacji Human Rights Watch w Korei Północnej nie istnieje wolność religijna. Istniejące nieliczne grupy wyznawców różnych religii mają stwarzać pozory tolerancji religijnej.

### Chrześcijanie

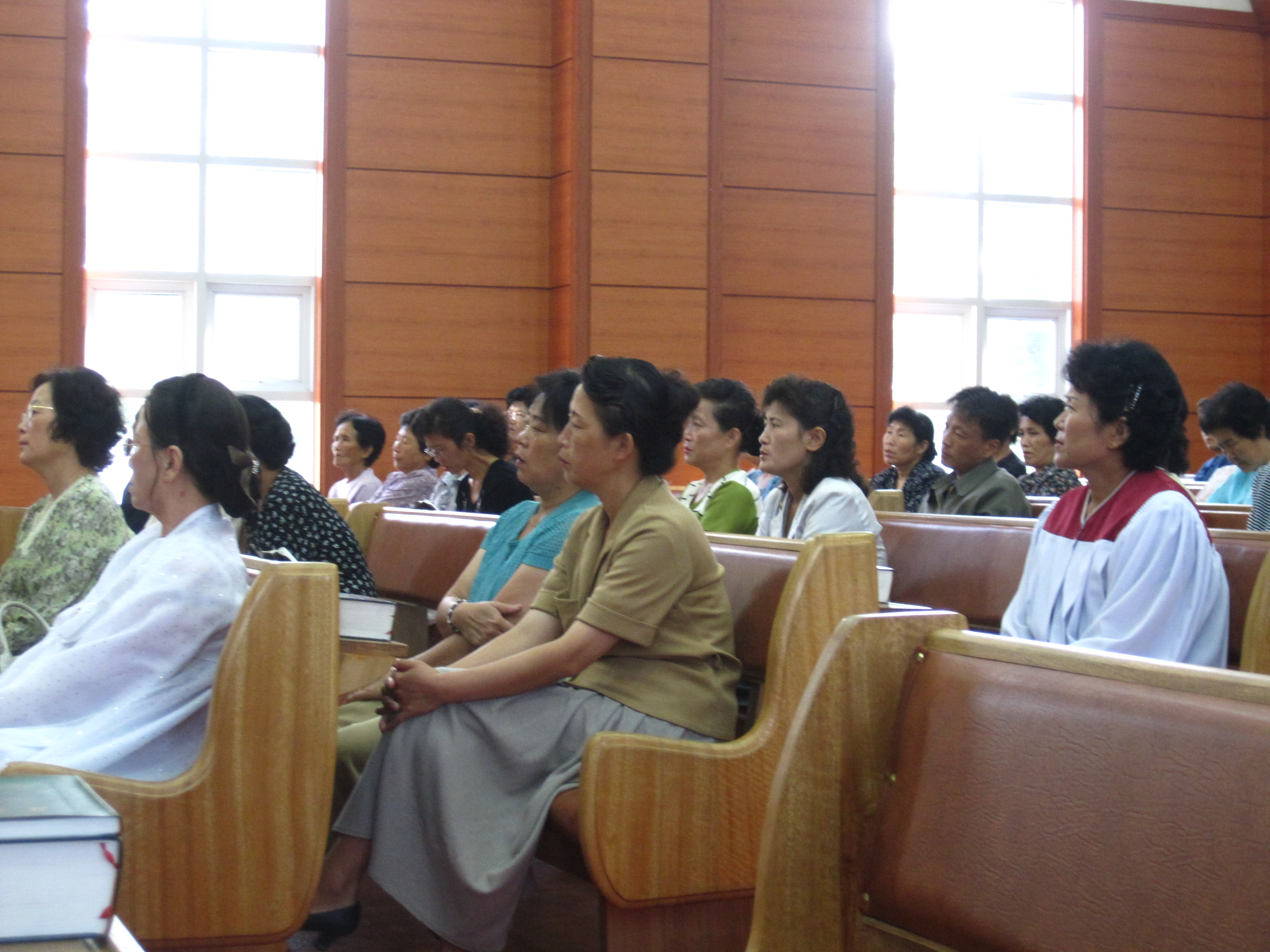
Nabożeństwo w jednym z protestanckich kościołów w Pjongjangu

Nieznana jest dokładna liczba chrześcijan mieszkających w Korei Północnej. Według różnych szacunków w tym państwie żyje w ukryciu od 40 do 400 tys. chrześcijan. Według agencji Asia News w Korei Północnej żyje ok. 200 katolików, z czego w większości są to osoby w podeszłym wieku, które przeżyły wojnę koreańską i deportacje. Wielu wyznawców Chrystusa to północnokoreańscy agenci, którzy podszywają się pod chrześcijan.
Od 2002 roku Korea Północna zajmuje pierwsze miejsce w Światowym Indeksie Prześladowań stworzonym przez organizację Open Doors. Część wyznawców organizuje w ukryciu własne, skromne nabożeństwa. W przypadku, gdy cała rodzina składa się z chrześcijan, nabożeństwa odbywają się w domach. Osoby niespokrewnione ze sobą modlą się w lasach lub w górach. Niektórzy północnokoreańscy chrześcijanie kontaktują się z wolontariuszami organizacji Open Doors, którzy wysyłają do Korei Północnej leki, żywność, wspierają duchowo uchodźców z Korei Północnej i ich rodziny oraz dostarczają Biblię, książki i materiały szkoleniowe.
Na początku XX wieku Pjongjang nazywano „Jerozolimą Wschodu”. Wówczas w mieście znajdowało się 3 tys. miejsc kultu chrześcijańskiego. W połowie XX wieku 30% mieszkańców stolicy należało do kościoła katolickiego. W 1945 na terenach dzisiejszej Korei Północnej żyło 300 tys. chrześcijan. Obecnie w Pjongjangu istnieją cztery świątynie (jedna cerkiew prawosławna [wybudowana w 2006 roku], dwa kościoły protestanckie i jeden kościół katolicki). Msze w kościołach są sztucznie aranżowane dla turystów z zagranicy.
Głoszenie nauk chrześcijańskich oraz posiadanie Biblii jest uważane za ciężkie przestępstwo. Szacuje się, że od 1948 roku wymordowano 300 tys. chrześcijan. Nieznany jest los 166 księży i zakonników, którzy pozostali w Korei Północnej po zakończeniu wojny. Do lat 80. XX wieku władze Korei Północnej odmawiały odpowiedzi na wszelkie pytania dotyczące losów katolickich duchownych, uważając, że są to osoby nieznane nikomu. Według niepotwierdzonych informacji w 2001 roku skazano 400 chrześcijan na karę śmierci. W obozach może przebywać ok. 50-70 tys. chrześcijan, którzy są celowo wybierani do eksperymentów w laboratoriach – testuje się na nich różne substancje chemiczne wykorzystywane do produkcji broni biologicznej i broni bakteriologicznej. We wszystkich obozach oddziela się aresztowanych z przyczyn religijnych od reszty więźniów. Według zeznań Lee Soon-ok w obozie Kaech’ŏn osadzeni chrześcijanie dostawali mniej jedzenia, byli dotkliwiej karani od pozostałych więźniów oraz musieli wykonywać najcięższe i najniebezpieczniejsze prace. Strażnicy dostawali awans, kiedy udawało im się zmusić chrześcijan do wyparcia się wiary. Niekiedy więźniów zmuszano do chodzenia po ciele chrześcijanina, aż do jego śmierci. Z rozkazu Kim Ir Sena chrześcijanie mieli chodzić z opuszczonymi głowami, aby nie mogli podnosić wzroku ku niebu.

## Prawa dziecka

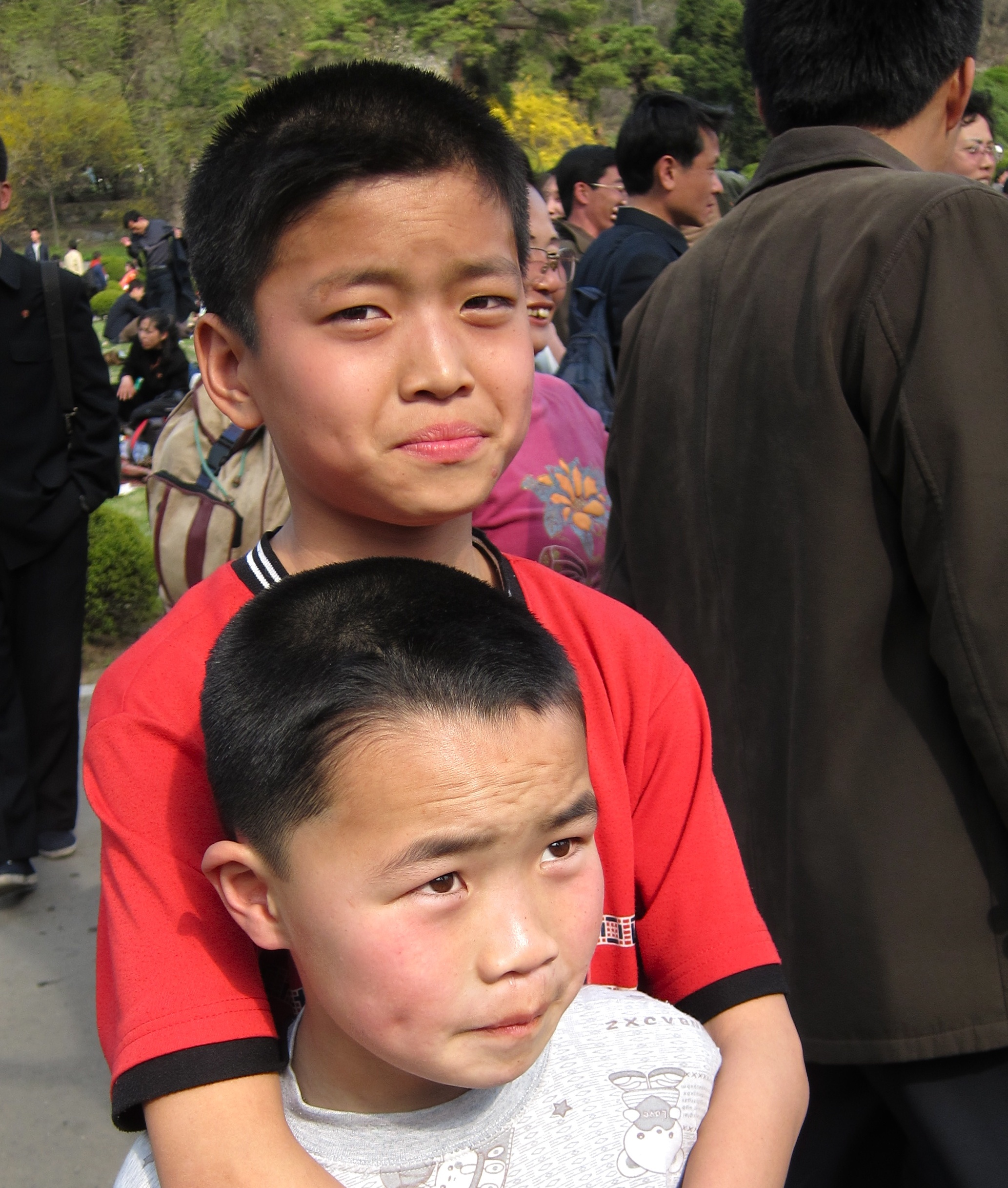
Dzieci z Pjongjangu – według organizacji międzynarodowych zajmujących się prawami człowieka Korea Północna łamie prawa dziecka

Korea Północna jest sygnatariuszem Konwencji Praw Dziecka, zakazującej m.in. stosowania kary śmierci wobec osób, które w momencie popełnienia przestępstwa były niepełnoletnie. Pomimo przyjęcia międzynarodowej konwencji prawa dziecka są systematycznie łamane. Dużymi problemami są: ubóstwo i brak opieki społecznej i zdrowotnej, bezdomność (bezdomne dzieci nazywane są „kotjebi”), przetrzymywanie dzieci w obozach oraz przeprowadzanie na niepełnoletnich egzekucji, zmuszanie do pracy.
Wszystkie dzieci są zobowiązane do nauki przedszkolach oraz w szkołach. W przedszkolach zajęcia ideologiczne stanowią prawie połowę czasu przeznaczonego na proces dydaktyczny. Proces edukacji szkolnej trwa jedenaście lat. W szkołach wyższych mogą uczyć tylko dzieci z klasy zasadniczej. Ograniczony wybór w zakresie edukacji dotyczy uczniów należących do klasy niepewnej lub wrogiej. Podczas wielkiego głodu w wielu częściach kraju nie funkcjonował system edukacji, gdyż uczniowie i nauczyciele spędzali więcej czasu na poszukiwaniu żywności niż w klasach. Ponadto zawiesza się lekcje, by dzieci mogły pracować w ramach wyznaczonych dla szkół planów.

## Prawa kobiet
Północnokoreańska konstytucja zapewnia równość płci. Pomimo obowiązującego prawa sytuacja kobiet w Korei Północnej jest trudna.
Konstytucja Korei Północnej (art. 5) zapewnia prawo do rozwodu. Jednak 8 marca 1956 roku wprowadzono rozporządzenie nr 24, które zniosło rozwód za obopólną zgodą. Jednocześnie wprowadzono zasadę, że o rozwodzie może orzekać sąd. Zmiana prawa wynikała najprawdopodobniej ze wzrostu liczby rozwodów wynikającej z lepszej pozycji Koreanek w społeczeństwie oraz ich niezależności ekonomicznej. Po zmianie prawa nałożono na północnokoreańskie kobiety obowiązek „pracy społecznej” przy wypełnianiu obowiązków domowych.
Na wysokich stanowiskach w strukturach partyjnych nie ma żadnych kobiet (nie ma żadnej kobiety, która reprezentowałaby państwo na świecie). Ponadto na międzynarodowe konferencje przyjeżdża niewiele kobiet. Taka polityka wywodzi się z poglądów Kim Ir Sena i Kim Dzong Ila, którzy uważali, że kobiety przez swoją szczerość i naiwność są bardziej podatne na przyjmowanie wartości demokratycznych i podawanie w wątpliwość ideologii dżucze.
Największą organizacją kobiecą w Korei Północnej jest Demokratyczna Liga Kobiet, która w szczytowym okresie liczyła 3 miliony członkiń. Podczas piątego Kongresu Ligi w czerwcu 1983 roku wprowadzono status, w którym uchwalono, że członkiniami organizacji mogą być kobiety w przedziale wiekowym 18–55 lat, które są chore, są pod opieką lekarską w domu lub przebywają w ośrodkach opiekuńczych. Po kongresie liczba członkiń spadła do 200 tysięcy, a sama Liga przestała być obecna w programach Partii Pracy Korei.
Po śmierci Kim Dzong Ila, jego syn Kim Dzong Un zniósł zakaz noszenia spodni, kolczyków i butów przez Koreanki.

### Prostytucja
Korea Północna oficjalnie podaje, że w kraju nie ma przypadków prostytucji. W rzeczywistości prostytucja jest powszechnie akceptowana. Według relacji turystów i uchodźców w większych miastach żyje duża liczba prostytutek. Kobiety często oferują usługi seksualne przewodniczącym komitetów partyjnych i nadzorcom, by uzyskać awans. Praktyka ta była stosowana już od chwili powstania państwa. Wiele kobiet, które uciekło do Chin, zmusza się do prostytucji. Ponadto w Korei Północnej istnieją tzw. grupy rozkoszy, w których uczestniczy stale ok. 2 tys. kobiet. Członkinie grup rozkoszy świadczą usługi seksualne członkom Partii Pracy Korei, zabawiają Kim Dzong Una i jego współpracowników tańcem i masażem. Kobiety rekrutuje się spośród uczennic szkół średnich.
Północnokoreański rząd angażuje się w prostytucję przymusową. W Korei Północnej istnieją tzw. zespoły uszczęśliwiające (kippŭmjo), w których dziewice w wieku od 14. do 20. lat po ok. 20 miesiącach przygotowania świadczą usługi seksualne partyjnym dygnitarzom. Niektóre dziewczyny są zatrudniane jako masażystki, tancerki, sprzątaczki lub pokojówki.

## Prawa ekonomiczne i socjalne
W Korei Północnej obowiązuje gospodarka planowa. Zgodnie z 21. artykułem Konstytucji „własność państwa należy do całego narodu”. Quasi-niewolniczy charakter pracy potwierdza 83. artykuł. W 2002 roku Korea Północna przeprowadziła pierwsze eksperymenty z kapitalizmem. Wyznaczono dwie strefy ekonomiczne: Kaesŏng i Sinŭiju.
Odbudowę kraju po wojnie koreańskiej rozpoczęto w 1961 roku, po wstrzymaniu pomocy gospodarczej przez Związek Radziecki. Początkowy, centralnie sterowany system nakazowo-rozdzielczy poprawił sytuację ludności. Z czasem nacjonalizacja przemysłu oraz koszty zbrojeń sprawiły, iż koszty społeczne rozwoju gospodarczego zaczęły rosnąć. Pomimo narastających problemów gospodarczych Kim Ir Sen nie wycofał się ze swojej polityki. Prawo do posiadania własnego samochodu mają tylko elity i wybitni sportowcy. Rolnicy są zmuszeni do wykorzystywania zwierząt do pracy na polu. Powszechne są przerwy w dostawach prądu. Pomimo zakazów wiele osób korzysta z nielegalnego prywatnego sektora gospodarki. Powszechne jest przemycanie jedzenia, odzieży i innych towarów (głównie z Chin) przez handlowców.
Organizacje Refugees International, Lekarze bez Granic i Amnesty International oskarżają władzę Korei Północnej o dyskryminacje przedstawicieli „wrogich” klas podczas dystrybucji podstawowych dóbr, w tym także żywności. Do niektórych „zamkniętych” rejonów, w których zamieszkuje większa liczba przedstawicieli „wrogich” klas, żywność pochodząca z pomocy międzynarodowej dociera w ograniczonej ilości (pomoc Światowego Programu Żywnościowego w latach 1995–2005 docierała do jednej trzeciej populacji). W 2009 roku po nieudanej rewaloryzacji wona cena ryżu wzrosła dwukrotnie. W 2011 roku ⅓ mieszkańców Korei Północnej (głównie dzieci i osoby starsze) cierpiała w wyniku niedoborów żywności.
W Korei Północnej działają liczne związki zawodowe, które są pod kontrolą państwa. Nielegalne są strajki, negocjacje oraz wszystkie inne zorganizowane działania pracownicze.
Władze Korei Północnej utrzymują jedną z najliczniejszych armii świata oraz finansują ekstrawagancki styl życia swojego przywódcy. Północnokoreańska elita wiedzie komfortowe życie. Wysocy oficerowie z Pjongjangu jedzą w restauracjach, chodzą do kasyn i nocnych klubów oraz mogą kupować jedzenie z całego świata.
W 2013 roku podczas obrad Zgromadzenia Ogólnego Organizacji Narodów Zjednoczonych Korea Północna, Iran i Syria próbowały zablokować przyjęcie Traktatu o Handlu Bronią. Traktat zakazuje transferu broni konwencjonalnej do państw, które mogą ją wykorzystywać do przeprowadzenia ludobójstwa, zbrodni przeciwko ludzkości lub zbrodni wojennych. W 2017 roku Koreę Północną, Arabię Saudyjską i Iran wymieniono jako głównych eksporterów karabinków AK i rakiet, które są sprzedawane na czarnym rynku.

### Opieka zdrowotna

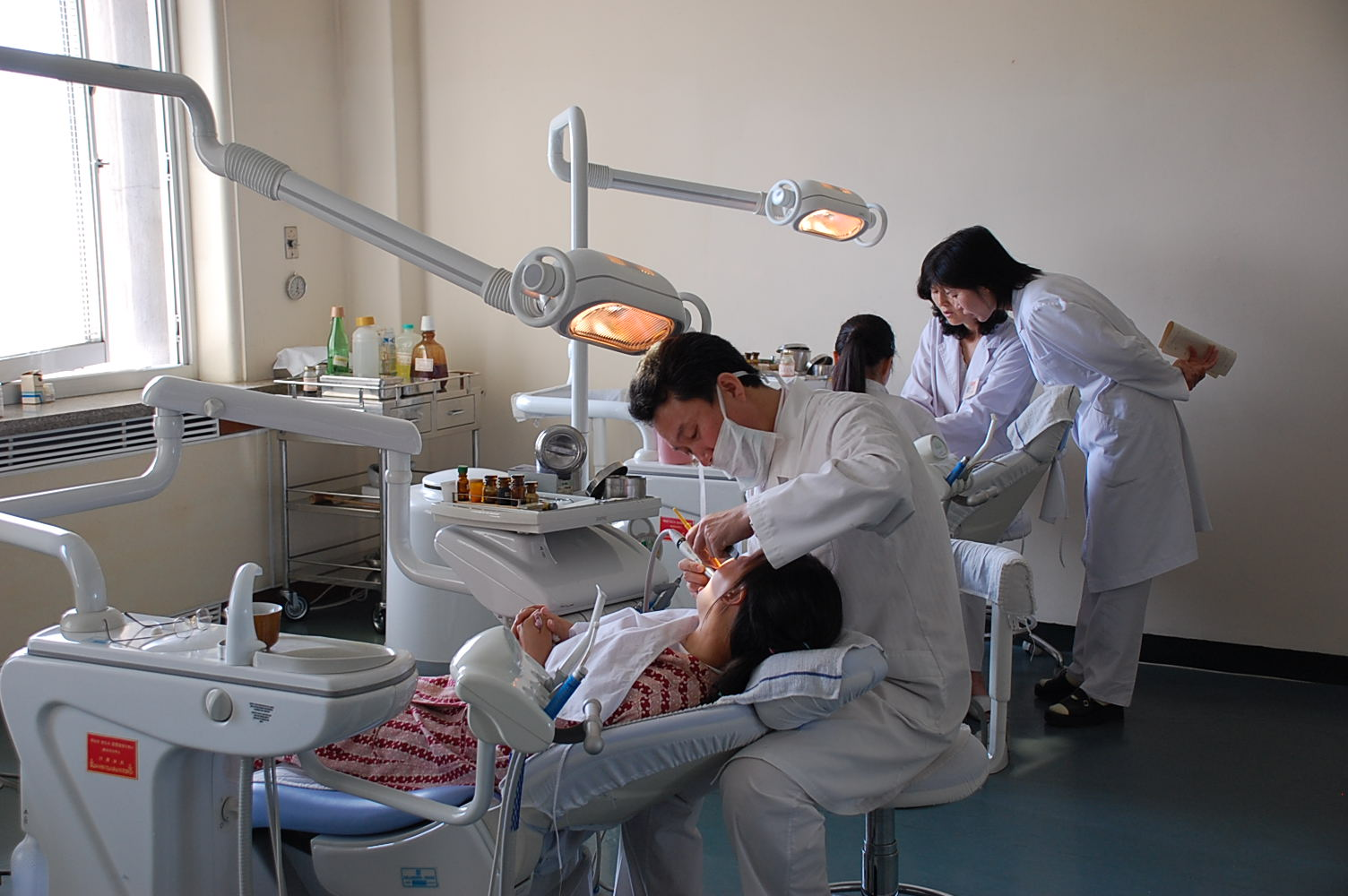
Gabinet dentystyczny w Pjongjangu

System zdrowia jest bezpłatny, ale znajduje się w krytycznym stanie. Według Amnesty International ludzie starają się przeżyć odżywiając się korą i trawą, używają niesterylizowanych igieł oraz przeprowadzają poważne operacje bez znieczulenia. Według Światowej Organizacji Zdrowia w 2010 roku Korea Północna wydała na służbę zdrowia 1 dolara na osobę. Według relacji świadków od lat 90. Koreańczycy są zmuszeni do płacenia za wszystkie zabiegi. Za podstawowe usługi należy wręczyć lekarzom cygara, jedzenie lub alkohol. Zabiegi chirurgiczne i testy są płatne. Wielu mieszkańców Korei Północnej kupuje lekarstwa na targach, a leki zażywają według uznania lub według porad sprzedawców. Ze względu na zły stan systemu zdrowia oraz problemy z wyżywieniem poważnym zagrożeniem w Korei Północnej jest gruźlica. Dostęp do opieki medycznej jest uzależniony od systemu klasowego. Szpitale przyjmują i leczą pacjentów w zależności od ich przynależności klasowej. Szpitale dla rodziny przywódcy, jego powierników oraz czołowych urzędników są wyposażone w nowoczesny sprzęt oraz zapewniają wysoką jakość zabiegów.

### System racjonowania żywności
W Korei Północnej obowiązuje system racjonowania żywności oparty na zasadzie „kto nie pracuje, ten nie je”. W 1988 roku obowiązywały następujące stawki:
| Racja dzienna | Rodzaj zatrudnienia |
| ------------- | --- |
| 900 g         | Górnicy, wyspecjalizowani robotnicy pracujący w przemyśle ciężkim lub obronnym, rybacy                                                               |
| 850 g         | Oficerowie wysocy rangą oraz personel wojskowy, który podlega Komisji Rozejmowej                                                                     |
| 800 g         | Wyspecjalizowani oficerowie wojskowi oraz piloci wojskowi                                                                                            |
| 700 g         | Pozostali wojskowi, pracownicy biurowi, nauczyciele, inżynierowie, pracownicy przemysłu lekkiego, większość mieszkańców stolicy, urzędnicy, studenci |
| poniżej 700 g | mieszkańcy spoza Pjongjangu |
| 400 g         | uczniowie liceum, kobiety powyżej 55. roku życia i mężczyźni powyżej 61. roku życia, niepełnosprawni                                                 |
| 200-300 g     | dzieci w okresie przedszkolnym |
| 200 g         | więźniowie |

Obowiązujące w 1988 roku racje zmniejszano ze względu na niedobory żywności w późniejszych latach. Racje nie obowiązują klasy rządzącej. Według relacji K.H. Chunga (który w 1994 roku uciekł z Korei Północnej) osoby, które trzykrotnie w ciągu miesiąca spóźnią się do pracy, tracą jedną dzienną porcję pożywienia. Po wyrobieniu dziennej normy otrzymuje się certyfikat, który uprawnia do otrzymania racji żywności.

### Klęska głodu w latach 90.

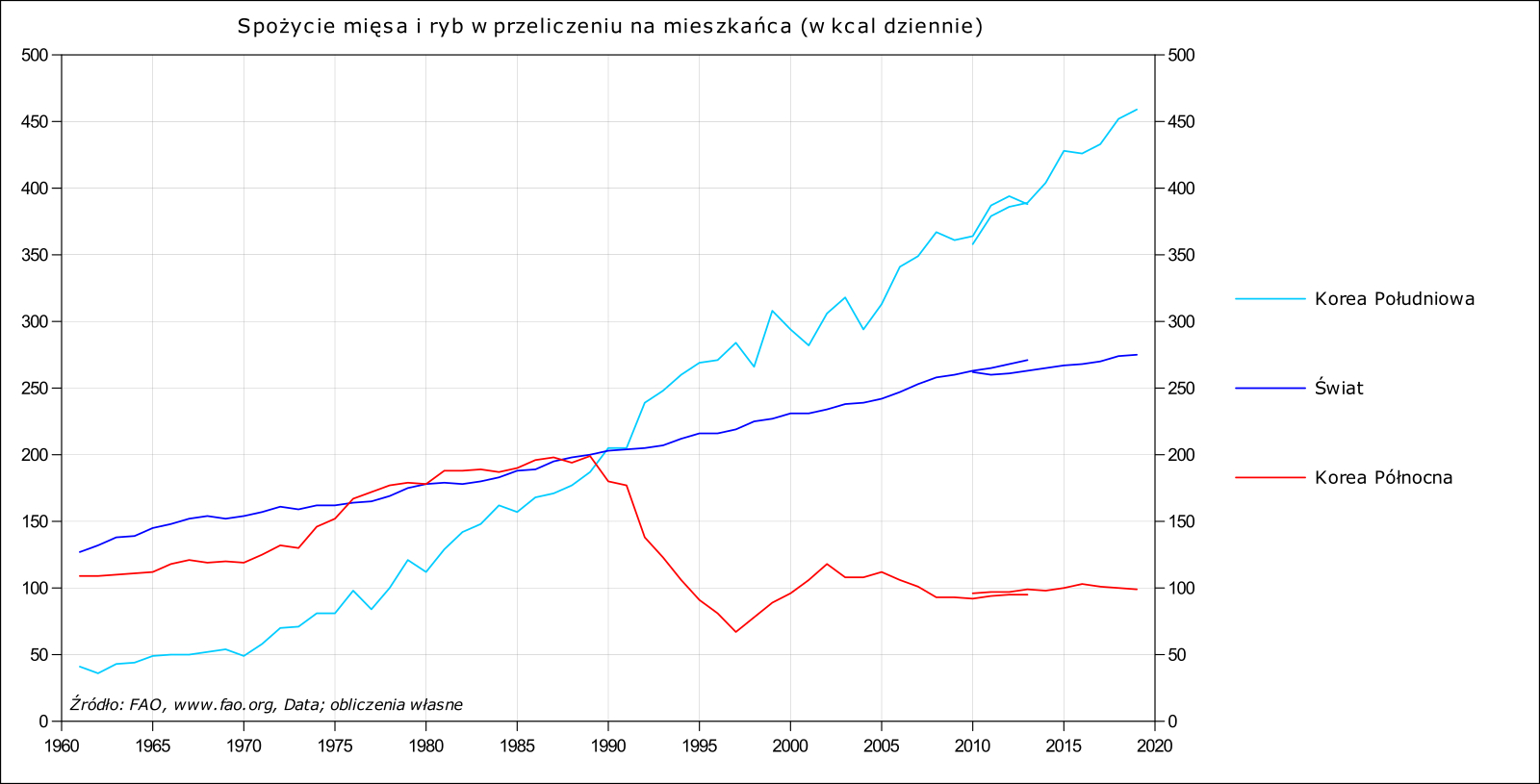
Spożycie mięsa i ryb w Korei Północnej i Południowej (w kcal dziennie)

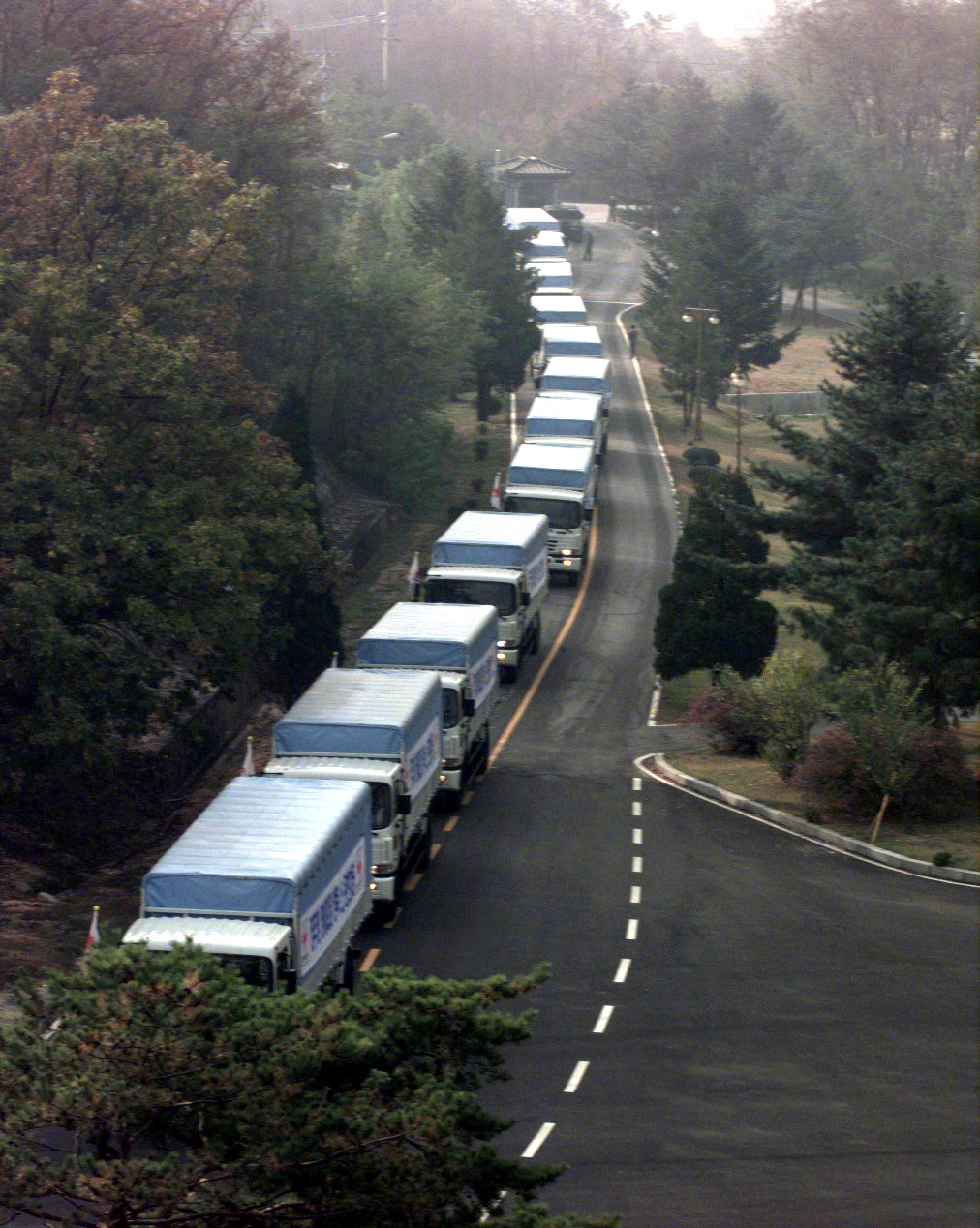
Transport bydła domowego z Korei Południowej, darowizna dla głodujących mieszkańców Korei Północnej. Rok 1998

W latach 60. i 70., przy pomocy centralnie sterowanej ekonomii, Korei Północnej udawało się utrzymać względnie wysoki wzrost gospodarczy. Gospodarka północnokoreańska do późnych lat 70. była uznawana za silniejszą od południowokoreańskiej.
Problemy z wyżywieniem rozpoczęły się w latach 80. Po wizycie Kim Ir Sena w Europie Wschodniej w 1984 roku północnokoreański przywódca nakazał organizowanie domowych zespołów do produkcji domowych wyrobów, które można było sprzedawać oraz zezwolił na prowadzenie moteli. Obowiązujące do 1987 roku przepisy poprawiły poziom życia Koreańczyków. Rozporządzenia Kim Ir Sena wycofał Kim Dzong Il.
Poważne kłopoty zaczęły się w latach 90., kiedy silnym ciosem okazał się upadek ZSRR i związane z tym zerwanie strategicznych umów handlowych. Normalizacja stosunków pomiędzy Koreą Południową a Chinami stała się przyczyną ochłodzenia stosunków z tym drugim krajem. Na złą sytuację ekonomiczną nałożyły się także katastrofalne powodzie z lat 1995 i 1996 oraz następująca po nich równie katastrofalna susza, której początek przypadł na rok 1997. W powiązaniu z faktem, że tylko 18 procent kraju nadaje się do produkcji rolnej oraz brakiem możliwości importu dóbr niezbędnych do podtrzymania produkcji przemysłowej, doprowadziło to do ogromnej klęski głodu i upadku gospodarczego kraju. Według różnych źródeł w wyniku klęski głodu mogło zginąć od 1 do 2,5 mln osób.
Począwszy od roku 1999 dzięki międzynarodowej pomocy liczba osób umierających z głodu została znacząco ograniczona. Duża część pomocy zagranicznej rozdzielono pomiędzy armię i sklepy dyplomatyczne. Pomoc żywnościowa pochodziła głównie ze Stanów Zjednoczonych, a także członków ONZ, Chin, Organizacji Czerwonego Krzyża i innych organizacji humanitarnych. Pomoc zapewniła także Korea Południowa przekazując nawozy sztuczne. Wiosną 2005 roku organizacja World Food Programme doniosła, że istnieje niebezpieczeństwo ponownego wystąpienia klęski głodu oraz że rząd północnokoreański zmobilizował ok. miliona mieszkańców miast do pracy w rolnictwie.

## Sytuacja niepełnosprawnych
Korea Północna nie przestrzega praw osób niepełnosprawnych. Do początku lat 90. XX wieku niepełnosprawni mieszkający w Pjongjangu byli przenoszeni do przedmieść, w następnych latach otrzymali zakaz mieszkania w Pjongjangu, Nampo, Kaesŏng i Ch’ŏngjin. Do końca lat 90. XX wieku udało się ustalić, że niepełnosprawni byli zsyłani do regionów położonych przy granicy z Chinami. Na Letnich Igrzyskach Paraolimpijskich w Londynie wystąpił pływak Rim Ju-song. Był on pierwszym niepełnosprawnym sportowcem z Korei Północnej, który wziął udział w paraolimpiadzie. Według dyrektora radia Wolna Korea Północna Lee Seok-younga osoby niepełnosprawne nie mogą mieszkać i przebywać w stolicy. Według pastora Kwak Soo-Kwang Ju sytuacja niepełnosprawnych w Korei Północnej poprawiła się.

## Prawa LGBT
Według oficjalnego stanowiska Korei Północnej wszyscy obywatele są jednakowo traktowani niezależnie od orientacji seksualnej, jednak w rzeczywistości sytuacja osób LGBT nie jest jasna. Stosunki seksualne między osobami tej samej płci nie są karane przez prawo. Kodeks karny z 1950 roku nie zawiera żadnych odniesień do homoseksualizmu, ale władze północnokoreańskie zakazują działalności organizacjom LGBT. Wiek przyzwolenia dla kontaktów homoseksualnych jest taki sam jak dla kontaktów heteroseksualnych i wynosi 15 lat. Według The Korea Times w 2011 roku w Ch’ŏngjin dokonano egzekucji dwóch lesbijek „za bycie pod wpływem kapitalizmu”. Uciekinierzy z Korei Północnej zeznają, że większość Koreańczyków nie jest świadoma istnienia jakiejkolwiek orientacji seksualnej innej niż heteroseksualna.

## Porwania obcokrajowców

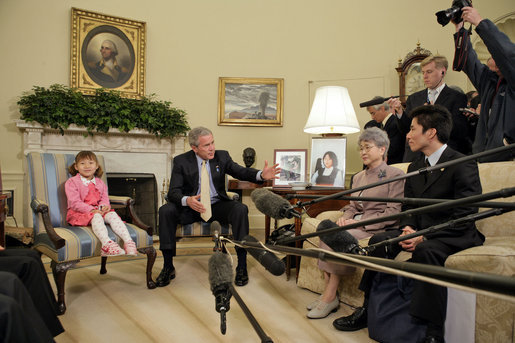
Sakie Yokota, matka porwanej w 1977 roku Megumi Yokoty, podczas spotkania z George’em Bushem, 2006

Po zakończeniu wojny koreańskiej zaczęły się pojawiać doniesienia o porwanych i przetrzymywanych na terenie Korei Północnej obcokrajowcach. W większości przypadków chodziło o obywateli Korei Południowej i Japonii. W latach 1955–1995 doszło do porwania ok. 400 południowokoreańskich rybaków.
Do najbardziej znanych ofiar należał południowokoreański reżyser Shin Sang-ok, porwany wraz z żoną Choi Eun-hee w 1978 roku z polecenia Kim Dzong Ila w celu stworzenia światowej klasy przemysłu filmowego sławiącego ustrój socjalistyczny. Sang-ok był początkowo przetrzymywany w areszcie domowym, a po próbie ucieczki przeniesiony do obozu pracy. Po kilku latach został zwolniony pod warunkiem podjęcia produkcji filmów. Osiem lat po porwaniu, w 1986 roku, parze udało się zmylić północnokoreańskich ochroniarzy podczas wizyty w Wiedniu i uciec do ambasady amerykańskiej.
We wrześniu 2002 Kim Dzong Il, w rozmowie z premierem Japonii Jun’ichirō Koizumi, przyznał, że na przełomie lat 70. i 80. północnokoreańskie „specjalne instytucje” były zamieszane w porwania japońskich obywateli. Jak stwierdził, osoby odpowiedzialne za ten proceder zostały ukarane. Północnokoreańscy agenci porwali w sumie 17 obywateli Japonii.
W latach 1995–2004 Korea Północna porwała 3700 obywateli Korei Południowej. 486 osobom nie udało się wrócić (byli to m.in. pasażerowie porwanego samolotu linii KAL w grudniu 1969 roku, marynarze okrętu wojennego w czerwcu 1970 roku, Koh Sang Moon w kwietniu 1979 roku, pastor An Seung Woon w lipcu 1995 roku).

## Swoboda poruszania się i ucieczki z Korei Północnej

Liczba uciekinierów do Korei Południowej w latach 1990–2009

Po nowelizacji konstytucji we wrześniu 1998 roku zezwolono Koreańczykom na swobodę przemieszczania się. Pomimo tego zapisu obowiązują ograniczenia w wyborze miejsca zamieszkania, przemieszczania się i swobodzie podróżowania. Osoby chcące jechać do innego miasta lub okręgu muszą otrzymać zgodę na przemieszczenie się uzyskaną z Agencji Bezpieczeństwa Publicznego. Osoby, które są podejrzane o przestępstwo polityczne zmusza się do przesiedlenia. Istnieją także masowe przesiedlenia pracowników przemysłowych i górniczych do fabryk i kopalń. Według Hwang Jang Yŏpa przesiedlenia mieszkańców przeprowadza się co 3-4 lata. Ponadto władze administracyjne co miesiąc przeprowadzają liczenie ludności w regionach.
Od czasu zakończenia wojny koreańskiej do 2014 roku do Korei Południowej uciekło 26,1 tys. północnokoreańskich zbiegów.
Wielu Koreańczyków zaczęło uciekać do Chin i Rosji. Uchodźcy żyją w strachu przed deportacją, aresztowaniem i trafieniem do obozu. Liczba uchodźców wzrosła podczas klęski głodu w latach 90. Przekroczenie granicy lub próba ucieczki do innego państwa jest traktowana jako „zbrodnia przeciwko państwu”, za którą grozi praca przymusowa (na co najmniej 7 lat). Za przekroczenie granicy bez zezwolenia grożą co najmniej 3 lata pobytu w obozie. Jeśli strażnik przygraniczny pomoże uciekającym osobom lub sam ją przekracza, to wówczas podlega karze od dwóch do siedmiu lat więzienia w obozie pracy. Karze śmierci podlega ucieczka do obcego państwa, którą traktuje się jako zbrodnię przeciwko państwu. Niejasne przepisy powodują, że osoby przekraczające granicę w poszukiwaniu żywności są traktowani jako zdrajcy polityczni.
Na początku lat 60. Korea Północna i Chiny podpisały umowę o przekazywaniu przestępców. W 1986 roku podpisano umowę dotyczącą strefy przygranicznej, która zezwala na aresztowanie uciekinierów z Korei Północnej i odsyłanie ich z Chin.
Aktywne uczestnictwo Chin w procesie deportacji rozpoczęło się w 1993 roku. 24 stycznia 1997 roku Korea Północna i Rosja podpisały umowę zezwalającą na swobodne podróżowanie obywateli z obu państw pomiędzy krajami. Umowa wyeliminowała klauzulę o przymusowej deportacji z Rosji.
Ścisłym ograniczeniom podlega prawo do zmiany miejsca zamieszkania. Przeprowadzka do okręgów specjalnych wymaga zgody administracyjnej, a przeniesienie się do okręgów gęsto zaludnionych podlega ścisłej kontroli. Obywatele Korei Północnej, którzy chcą się przeprowadzić, muszą najpierw uzyskać świadectwo zatrudnienia w nowym miejscu. Zgoda jest weryfikowana przez sekretarza partii i biuro bezpieczeństwa. W przypadku pozytywnego wyniku wydaje się zgodę na przerwanie przydziału żywności w dotychczasowym miejscu zamieszkania – nowy dokument jest później weryfikowany przez biuro bezpieczeństwa społecznego, które podejmuje ostateczną decyzję.

## Reakcje międzynarodowe na sytuację w Korei Północnej
Szereg rządów państw oraz organizacji pozarządowych (włączając w to Amnesty International i Organizację Narodów Zjednoczonych) potępiło Koreę Północną za nieprzestrzeganie podstawowych standardów praw człowieka. W marcu 2011 roku Rada Praw Człowieka Organizacji Narodów Zjednoczonych przyjęła rezolucję A/HTC/13.L13 w sprawie Korei Północnej. Ministerstwo Spraw Zagranicznych Korei Północnej potępiło przyjęcie rezolucji, uważając, że dokument stanowi „upolitycznienie praw człowieka, jest wybiórczy i stosuje podwójne standardy”. W rankingu Freedom House Korea Północna otrzymała najniższe z możliwych ocen zarówno w kategorii wolności obywatelskich, jak i praw politycznych.
Na podstawie dostarczonych przez Unię Europejską danych Komisja Praw Człowieka Organizacji Narodów Zjednoczonych przyjęła w kwietniu 2003 roku rezolucję na temat praw człowieka w Korei Północnej. Wraz z przyjęciem rezolucji Komisja poprosiła Wysokiego Komisarza ds. Praw Człowieka, by podjęła się rozmów z władzami Korei Północnej na temat sytuacji w tym kraju. Rezolucja ONZ z 2003 roku była pierwszą po przystąpieniu obu Korei do Organizacji Narodów Zjednoczonych w 1991 roku (wcześniej Podkomisja Praw Człowieka ONZ wydała rezolucje w latach 1997 i 1998 – nie były one jednak analizowane przez Komisję). Po przyjęciu rezolucji Podkomisji Praw Człowieka z 1997 Korea Północna wycofała się z Międzynarodowego Paktu Praw Obywatelskich i Politycznych.
W dniach od 29 lutego do 2 marca 2004 roku w Warszawie odbywała się międzynarodowa konferencja poświęcona naruszeniom praw człowieka w Korei Północnej.
9 kwietnia 2011 roku Departament Stanu USA stwierdził, że sytuacja praw człowieka w Korei Północnej pozostała bez zmian. Z opublikowanego raportu wynika, że władzę północnokoreańskie próbują kontrolować wszystkie informacje, skazują na śmierć przeciwników politycznych i uciekinierów bez żadnego procesu, a prawa człowieka są systematycznie łamane (także na posterunkach policji, w aresztach i więzieniach). Więźniarki w ciąży zmusza się do aborcji lub też dzieci więźniarek zabija się tuż po narodzeniu. Opublikowany raport Departamentu Stanu USA poświęcony jest także sytuacji praw człowieka w Korei Południowej – Południe skrytykowano za dyskryminację uciekinierów z Korei Północnej, a także nadużycia seksualne i łamanie prawa dotyczącego usług telekomunikacyjnych.
W 2011 roku Tajlandia odrzuciła propozycję Korei Południowej dotyczącej wybudowania centrum dla uchodźców z Korei Północnej. Tajskie władze obawiały się, że takie centrum zachęci innych Koreańczyków do nielegalnego przekraczania granic. Budowa miała powstać w prowincji Chiang Rai.
W marcu 2013 roku Rada Praw Człowieka Organizacji Narodów Zjednoczonych poparła bez głosowania rezolucję, która ustanowiła Komisję Śledczą do zbadania łamania praw człowieka w Korei Północnej.